# 5-piridossato diossigenasi
La 5-piridossato diossigenasi è un enzima appartenente alla classe delle ossidoreduttasi, che catalizza la seguente reazione:
3-idrossi-4-idrossimetil-2-metilpiridina-5-carbossilato + NADPH + H+ + O2 ⇄ 2-(acetamidometilene)-3-(idrossimetil)succinato + NADP+
L'enzima è una flavoproteina.